# Cynan ap Hywel
Cynan ap Hywel (reinadoː 999–1005) fue gobernante de Gwynedd, uno de los reinos del Gales medieval. 
Tras la muerte en 999 de Maredudd ab Owain, quien había usurpado en Gwynedd la línea sucesoria de Idwal Foel, el gobierno de Gwynedd regresó a la dinastía original en la persona del bisnieto de Idwal, Cynan ap Hywel. Cynan reinó hasta 1005 pero se conoce muy poco sobre su reinado y nada sobre las circunstancias en las que fue reemplazado por Aeddan ap Blegywryd, quien aparentemente no formaba parte de la línea directa de sucesión.